# 비어케이
비어케이(영어: BK Co., Ltd.)는 2000년에 대한민국의 주류업체를 설립하였다.